# Abû al-`Abbâs Ahmed III al-Hafsi
 (mai 2020).
Si vous disposez d'ouvrages ou d'articles de référence ou si vous connaissez des sites web de qualité traitant du thème abordé ici, merci de compléter l'article en donnant les références utiles à sa vérifiabilité et en les liant à la section « Notes et références ».
Abû al-`Abbâs Ahmed III al-Hafsi (arabe : مولاي أبو العباس أحمد بن الحسن الحفصي) succède à son père Abû `Abd Allâh Muhammad V al-Hasan comme sultan hafside de Tunis en 1543. Souverain d'un État faible convoité par les Ottomans et les Espagnols, il s'inféode à ces derniers, qui l'évincent du trône en 1573 au profit de son frère Abû `Abd Allâh Muhammad VI ibn al-Hasan. Il meurt en captivité à Termini Imerese (Sicile) en 1575.

## Biographie
Souhaitant destituer son père, il lui donne le choix entre la mort et la perte de la vue. Abû `Abd Allâh Muhammad al-Hasan choisit de devenir aveugle. Le prince lui laisse pourtant la liberté, sa cécité l'ayant sans doute rendu inoffensif à ses yeux. Malgré ses instances, le gouverneur espagnol de La Goulette lui préfère son frère `Abd al-Malik qu'il engage à entrer en compétition avec Ahmed. Profitant d'une absence de celui-ci, `Abd al-Malik entre dans Tunis déguisé, s'empare de la kasbah à la tête d'une fraction et se fait proclamer sultan. Les Espagnols, qui ont favorisé son accession au trône, exigent du nouveau souverain le paiement de l'arriéré du tribut annuel et d'autres indemnités. Ce dernier règle ses dettes mais, au bout de 36 jours de règne, meurt probablement empoisonné par son entourage.
La population de Tunis envoie alors une délégation auprès du représentant espagnol afin d'obtenir la libération d'un fils de Abû `Abd Allâh Muhammad al-Hasan, retenu en otage, pour qu'il soit intronisé. Mais le gouverneur Tovar estime que le prince ne servirait nullement la cause espagnole et impose la désignation du fils d'`Abd al-Malik, âgé de 12 ans, qui se montre incapable malgré la protection des Espagnols de dominer une situation de plus en plus difficile. En effet, Ahmed, qui est parvenu à se réfugier à l'intérieur des terres, réussit à gagner à sa cause des tribus arabes qui mettent à sa disposition des contingents armés avec lesquels il s'empare finalement de la kasbah de Tunis. Le jeune souverain a tout juste le temps de se réfugier auprès des Espagnols à La Goulette.
Ces derniers entrent alors en pourparlers avec Ahmed pour s'en faire un allié. Les tractations avec le nouveau sultan aboutissent à des traités de paix et d'amitié conclus les 24 janvier 1547, 5 janvier 1548 et 28 décembre 1550. Ce dernier traité est conclu pour une durée de six ans que Charles Quint consent à proroger le 6 juin 1555. Entre-temps et malgré sa cécité, Abû `Abd Allâh Muhammad al-Hasan ne désespère pas de reprendre son trône. Accompagné de deux fidèles, il s'embarque pour l'Italie en 1548, traverse la péninsule et le Tyrol et rencontre Charles Quint à Augsbourg. Il y reçoit sans doute des promesses de l'empereur car il accompagne en 1550 les Espagnols lors du siège de Mahdia pour en déloger le corsaire Dragut qui avait fait de cette ville son repaire. Abû `Abd Allâh Muhammad al-Hasan meurt toutefois au cours du siège : il aurait été empoisonné par des émissaires de son fils Ahmed.
Lorsque les Espagnols s'emparent de Mahdia, ils y installent comme gouverneur le propre fils de Ahmed, preuve que ce souverain se trouve alors dans la même posture que son défunt père vis-à-vis des Espagnols. Pourtant, les tribus tunisiennes s'agitent et les villes de la côte ne sont pas sûres. Au vu de l'insécurité générale, les Espagnols procèdent au renforcement des défenses de La Goulette. Cependant, Ahmed est loin d'observer scrupuleusement les traités qu'il a passés avec les Espagnols. : l'indemnité pour l'entretien de la garnison espagnole n'est plus payée et les Maures se livrent à des attaques contre des détachements de La Goulette. Mais, en dépit de l'insuccès de leur attaque contre Malte, les Ottomans menacent la position des Espagnols. Philippe II, successeur de Charles Quint, donne des ordres pour renforcer à nouveau les défenses espagnoles.
En 1569, Uludj Ali, agissant en accord avec le sultan ottoman, décide de s'emparer de Tunis aux mains des Espagnols depuis 1535. Devant cette menace, Ahmed se rapproche du gouverneur espagnol, avec lequel il était en mauvais termes, et lui demande une aide militaire. Néanmoins, le gouverneur ayant à peine les forces suffisantes pour défendre La Goulette ne peut mettre aucune troupe à la disposition du sultan. Celui-ci décide alors d'affronter Uludj Ali avec ses seules forces. Aux premières escarmouches, Ahmed est pourtant battu à Béja et à Sidi Ali El Hattab : ses troupes s'enfuient et lui-même ne doit son salut qu'à la hâte qu'il met à se réfugier dans la forteresse de La Goulette. Uludj Ali entre finalement sans coup férir à Tunis à la fin décembre 1569 et tente sans succès de s'emparer de La Goulette.

## Arts
Un portrait d'Abû al-`Abbâs Ahmed III al-Hafsi a été réalisé par Pierre Paul Rubens. Il est exposé au musée des Beaux-Arts de Boston.